# 30 (Gianni Fiorellino)
30 è l'ottavo album del cantante napoletano Gianni Fiorellino, pubblicato nel 2012. Il disco è stato prodotto dalla Melody Records e distribuito dalla Edel Italia.
Il titolo dell'album richiama l'età di Fiorellino al momento della produzione.

## Tracce
1. Anima Gelida
2. Amore Inevitabile (feat. Kimberly Caldwell)
3. Gli amori finiscono
4. La strega e il diavolo
5. La scusa degli ipocriti
6. StraAmami
7. Vicini e distanti
8. Devo dirti addio
9. Popolo Mio
10. Anime
11. Le parole che non ti ho detto mai
12. Il principe azzurro
13. Un sogno bellissimo